# Rock ’N’ Roll Lies
Rock ’N’ Roll Lies – pierwszy singel zespołu Razorlight z ich debiutanckiego albumu Up All Night. Utwór został wydany 8 sierpnia 2003. Został napisany przez Johnny’ego Borrella i Johna Fortisa oraz wyprodukowany przez Johna Cornfielda.
Znalazł się na 56 pozycji UK Singles Chart.